# Diébédo Francis Kéré
Diébédo Francis Kéré (Gando, 10 de abril de 1965) es un arquitecto burkinés nacionalizado alemán, asentado en Berlín y ganador en 2022 del premio Pritzker.

## Biografía

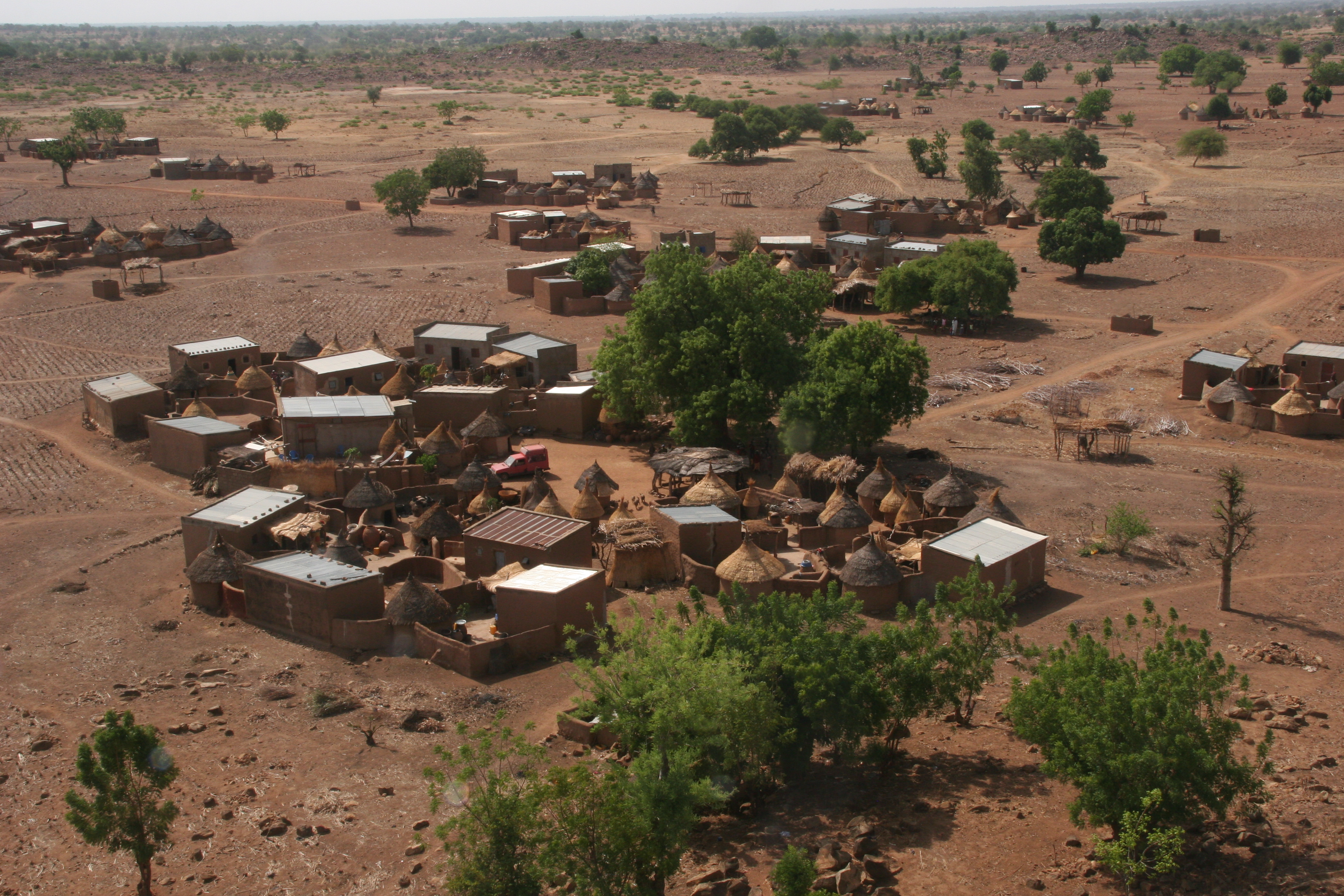
El pueblo de Gando, Burkina Faso.

Primogénito del jefe de su pueblo, Gando, fue enviado al colegio para aprender a leer y traducir la correspondencia de su padre. Dada la ausencia de un colegio en Gando, dejó su familia a los 7 años para ir a vivir a la capital Uagadugú y poder, así, asistir a la escuela. Acabados los estudios, trabajó como carpintero y recibió una beca de la "Carl Duisberg Gesellshaft" para una práctica en Alemania. Completado el aprendizaje, Francis siguió su formación en Alemania, entonces en la Facultad de Arquitectura de la Universidad Técnica de Berlín. En 1998 el creó la asociación Schulbausteine für Gando Archivado el 22 de agosto de 2013 en Wayback Machine. con el objetivo de apoyar el desarrollo de su país, conjugando los conocimientos adquiridos en Europa con los métodos de construcción típicos de Burkina Faso. Acabados sus estudios en 2004, con el proyecto de una escuela de educación básica, terminó ese mismo año la construcción de la misma en su pueblo de origen, gracias a los fondos recogidos por su asociación Schulbausteine für Gando Archivado el 22 de agosto de 2013 en Wayback Machine.. También en 2004 fundó su propio estudio de arquitectura, Kéré Architecture, con sede en Berlín.

## Proyectos

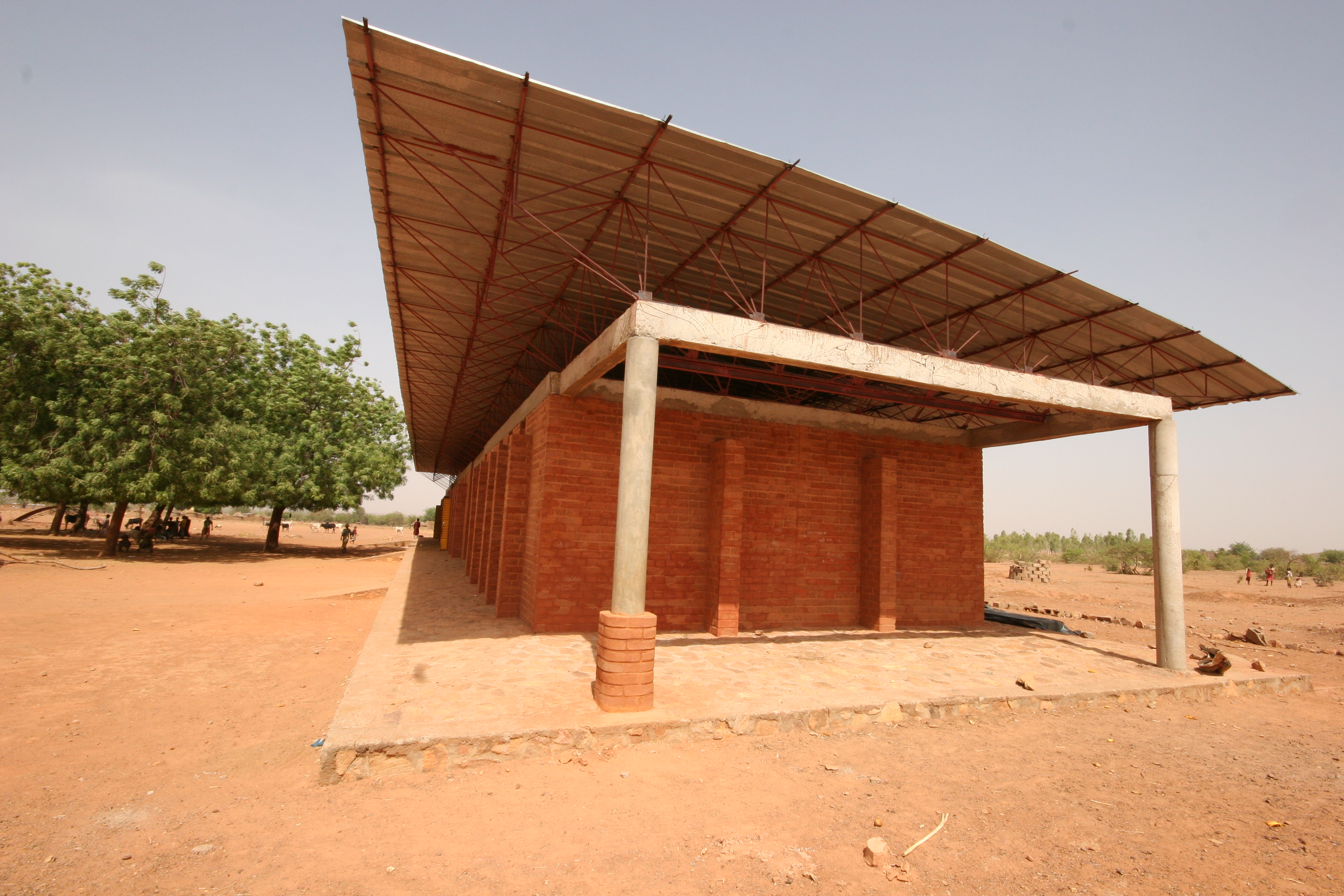
Escuela de educación primaria, Gando.

### Gando: escuela de enseñanza primaria
Generalmente las escuelas en Burkina Faso son construidas con bloques de hormigón, cuyo uso incrementa notablemente los gastos de construcción y el derroche de energía eléctrica, tanto directa como indirectamente. La edificación del colegio, empezada en octubre de 2000 y realizada con la ayuda de la población de Gando, fue finalizada en julio de 2001. Para garantizar su sostenibilidad, el proyecto de Kéré se basó en principios de diseño que aseguraran el confort climático y la contención de los gastos, usando los materiales locales y el potencial de la población, adaptando así las modernas tecnologías al contexto local. Tres aulas son dispuestas linealmente y separadas por espacios externos cubiertos utilizables para la enseñanza y el ocio. La estructura se compone de muros de carga de bloques de tierra comprimida que absorben el calor controlando la temperatura de las aulas. El techo está formado por vigas de hormigón armado sobre las cuales apoyan barras de acero que sostienen a una cobertura de bloques de tierra comprimida. El diseño del proyecto de Kéré prevé un amplio tejado de chapa ondulada, puesto sobre una cercha de redondos de acero elevada del edificio, para proteger las paredes de la lluvia y permitir la circulación del aire entre el techo y el tejado, manteniendo el edificio fresco. La técnica de proyección de Kéré ha llegado a ser famosa en todo Burkina Faso, ganando el Premio Aga Khan de Arquitectura en 2004.

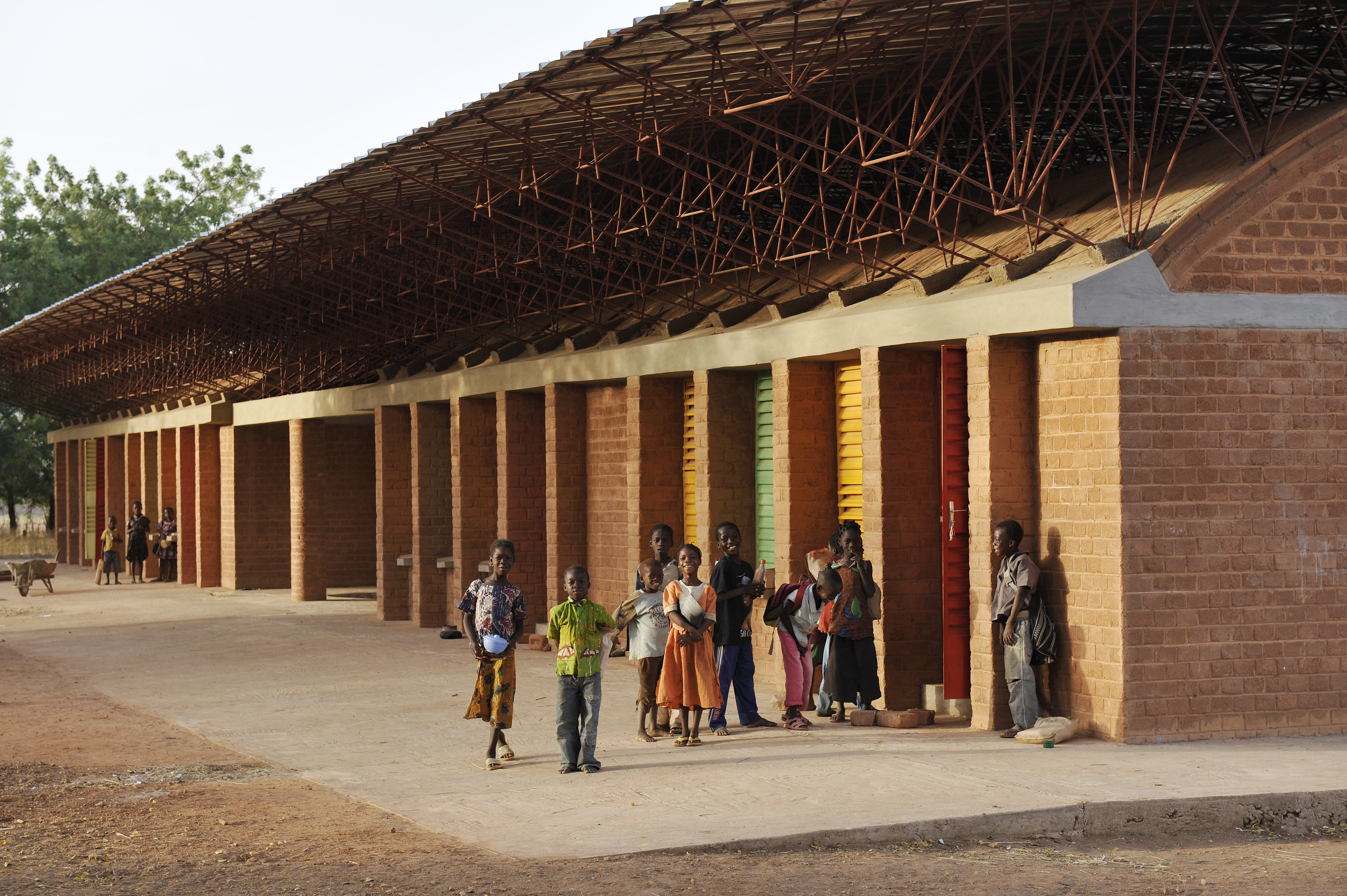
Extensión del colegio, Gando.

### Gando: extensión del colegio
El proyecto nació de la necesidad de ampliar el colegio construido entre 2001 y 2004, quedando con el tiempo pequeño de cara a satisfacer las exigencias de escolarización de la zona. La edificación del nuevo edificio, de cuatro aulas, una cocina, una biblioteca y un campo de fútbol, empezó en noviembre de 2005. El proyecto ha incrementado en más del doble la capacidad de la escuela, que ahora puede alojar hasta 700 alumnos. Como en la escuela primaria, un gran tejado de chapa protege los muros de tierra del sol y de la lluvia. El sistema de ventilación, sin gasto energético, combina la energía solar y térmica para permitir la circulación del aire, garantizando de ese modo el enfriamiento de las aulas. A diferencia de la primera escuela, donde se utilizó una cobertura plana, para la extensión se utilizó un tejado en bóveda, el cual necesita menos soportes de acero.

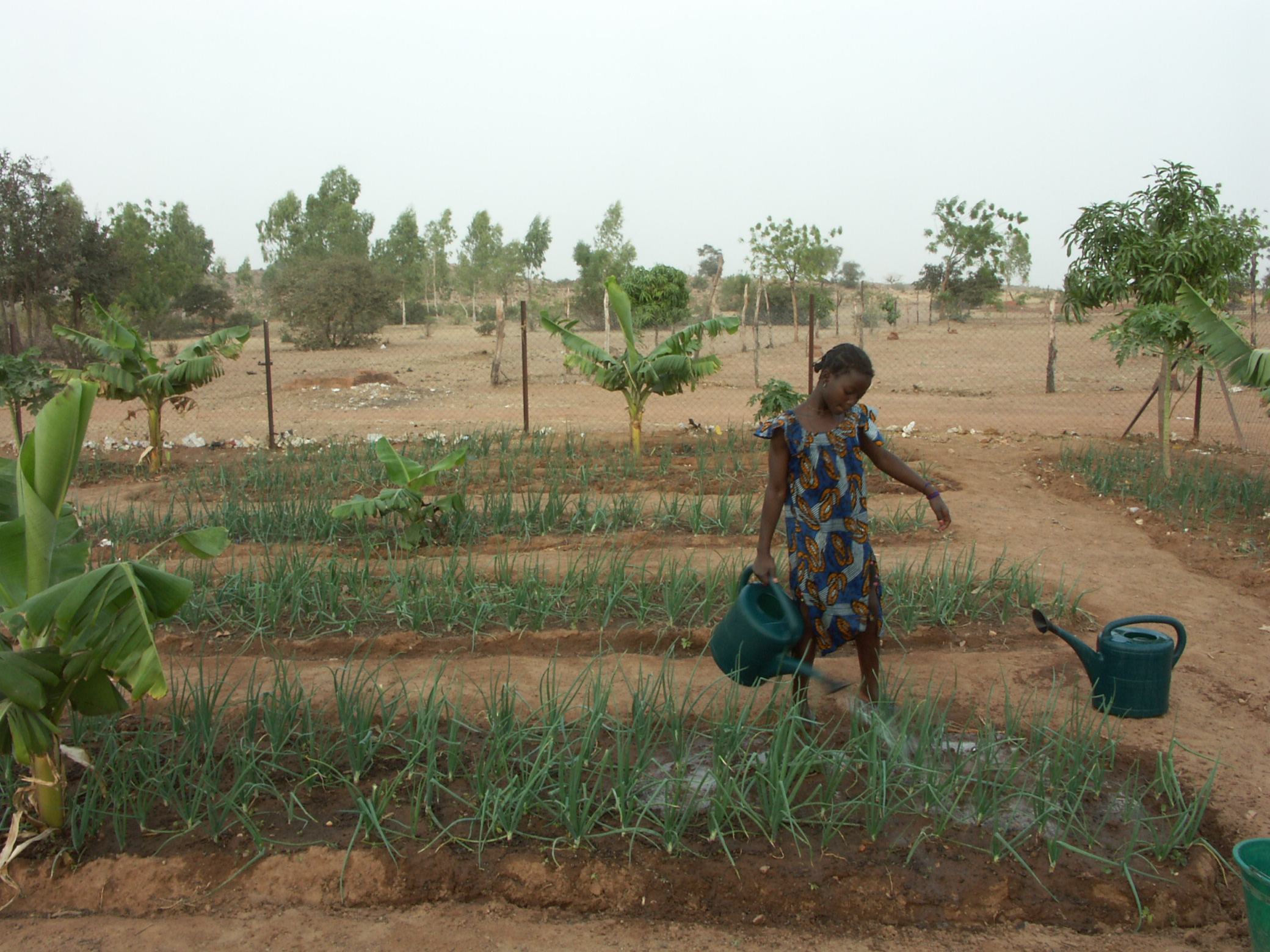
Jardín del colegio, Gando.

### Gando: jardín del colegio y pozo
En Burkina Faso hay muchas personas dedicadas a la agricultura y en los pueblos rurales como Gando estas personas representan la gran mayoría. Este factor representa un problema potencial para la educación, porque las familias esperan una ayuda fundamental de sus hijas e hijos. Es entonces esencial darle a las niñas ynniños un conocimiento práctico de la agricultura, y al mismo tiempo tratar que la educación juegue un papel relevante. Por eso ha sido habilitada una parcela de terreno como huerto en el colegio, y se ha excavado un pozo para abastecer de agua al colegio y al pueblo. Paralelamente a las clases, las alumnas y alumnos aprenden cómo cuidar las plantas sin usar pesticidas o fertilizantes, animándoles a utilizar métodos sostenibles en el futuro. En una región donde la comida es escasa y la mayoría de las personas tiene una dieta repetitiva, con sus consecuentes déficits, el jardín del colegio representa una importante contribución para la mejora alimenticia.

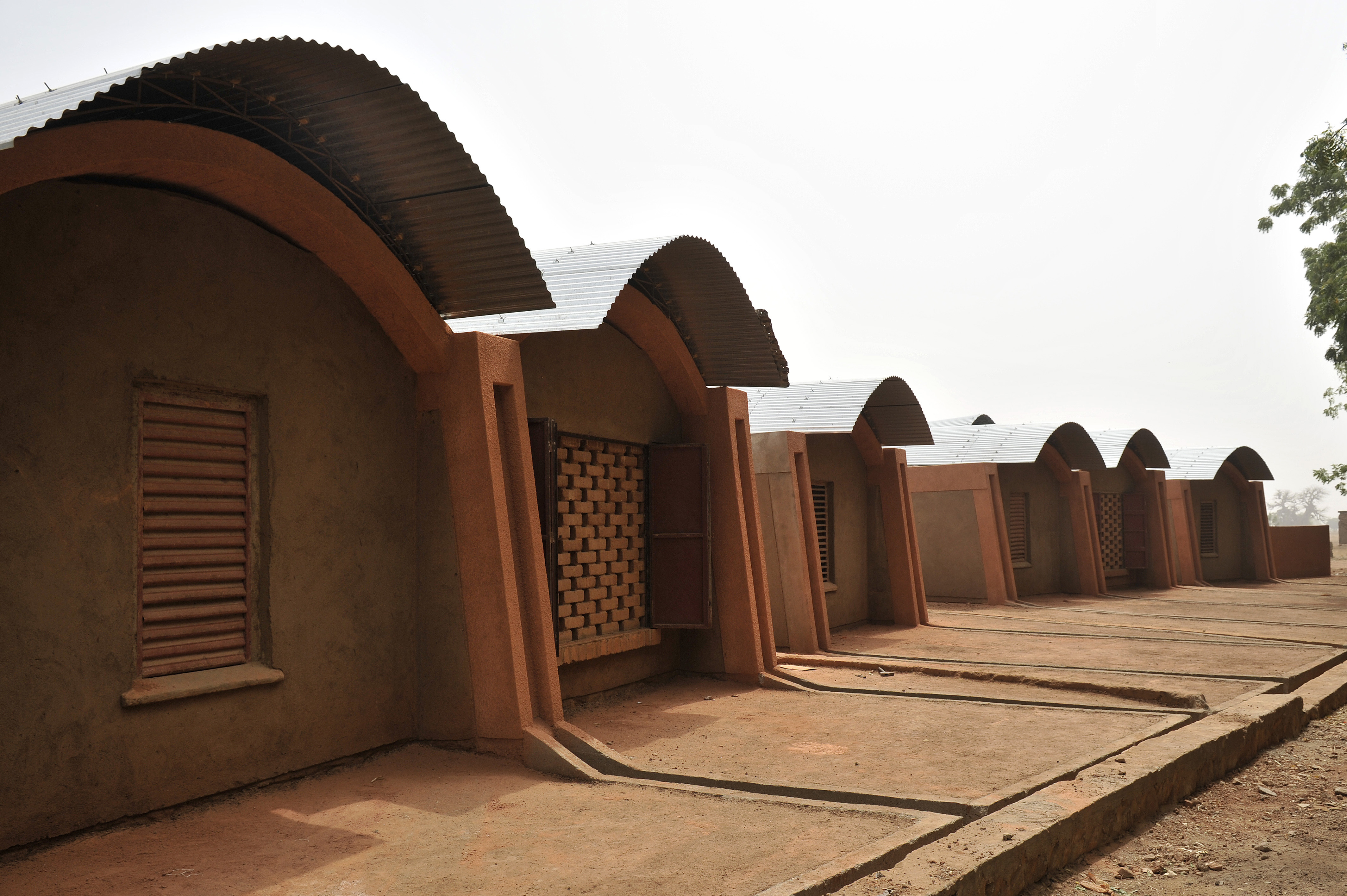
Alojamientos para docentes, Gando.

### Gando: alojamientos para docentes
El conjunto de viviendas construido en 2004 está compuesto por seis alojamientos para las y los docentes del colegio de Gando y sus familias. Los edificios están dispuestos en un amplio arco con un punto de llegada común, que delimita el límite meridional del área de la escuela. Esa apariencia curvilínea recuerda al típico complejo de edificios burkinés. Las tres tipologias de viviendas han sido realizadas como una serie de módulos adaptables, todos de dimensiones comparables a las tradicionales cabañas de planta circular de la región. Los módulos individuales pueden ser combinados en un conjunto de mayor dimensión. Cada vivienda está compuesta por tres muros paralelos de ladrillos que sostienen bóvedas de cañón fabricadas con bloques de tierra estabilizada. Para proteger el edificio de la humedad del suelo, las espesas paredes de ladrillos crudos apoyan sobre cimientos de cemento y granito. Los tejados han sido construidos en dos alturas diferentes. La intersección entre los dos crea una abertura en forma de guadaña, que asegura la ventilación y la iluminación interna. Canales construidos expresamente en los muros permiten la evacuación del agua de lluvia.

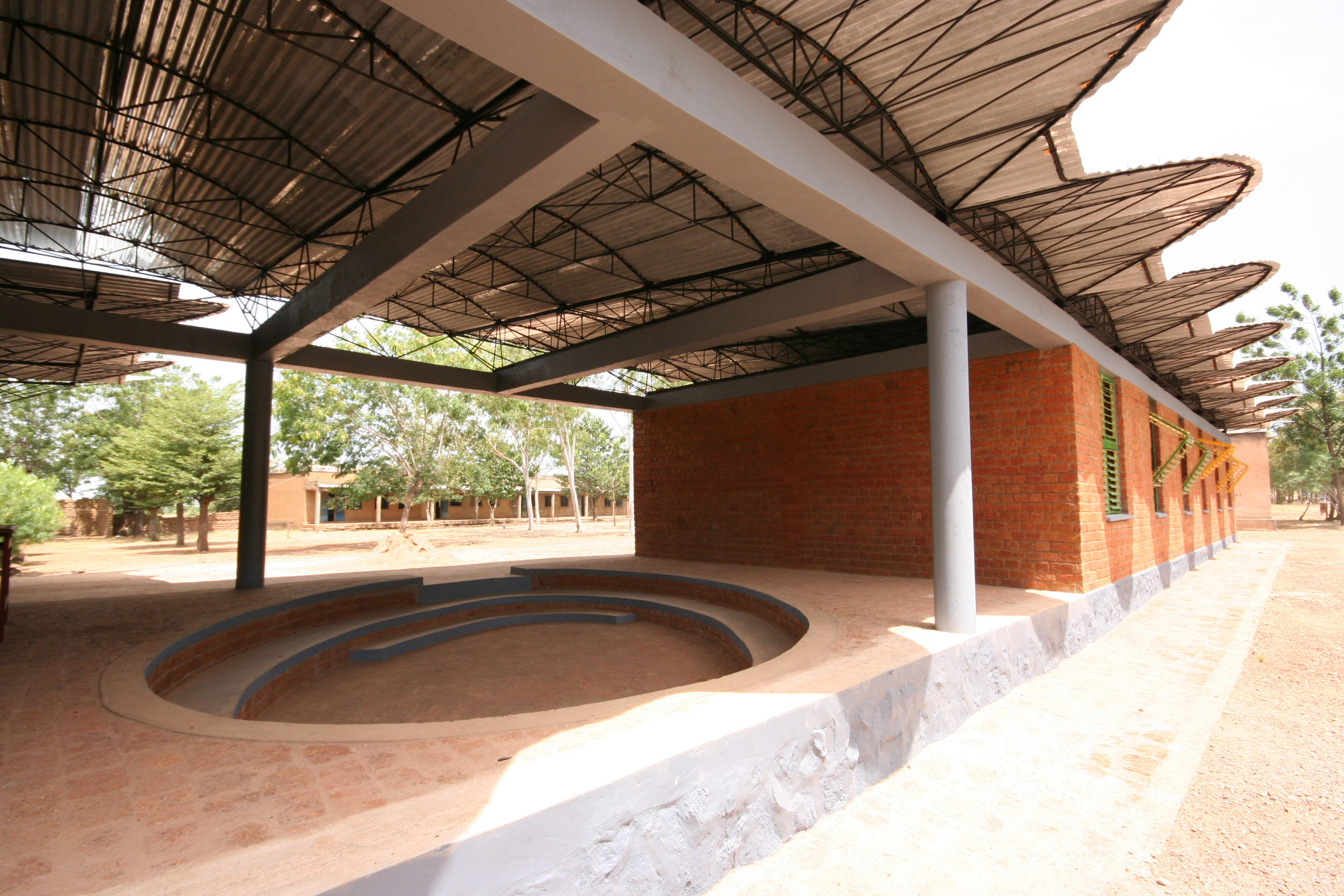
Escuela de educación secundaria, Dano.

### Dano: escuela de educación secundaria
Inspirada en el anterior proyecto de Kéré en Gando, le escuela superior de Dano está construida de roca de laterita, abundante en la región. El edificio está orientado a lo largo del eje este-oeste. El tejado tiene un voladizo considerable, con el fin de reducir la incidencia de luz solar en los muros. El edificio está compuesto por tres aulas, una sala de ordenadores, oficinas y un espacio externo cubierto. La ventilación natural se obtiene por medio de rendijas en el techo y de la inclinación del tejado de metal ondulado. El proyecto entero, completado en 2007, fue realizado en colaboración con los jóvenes formados el los proyectos precedentes en Gando.

### Bamako: Parque nacional de Malí
El proyecto se introduce en el contexto de renovación del parque nacional de Bamako, con ocasión del 50° aniversario de la independencia de Malí. El proyecto de Kéré ha previsto nuevos espacios en el parque, como un restaurante, un centro de deporte y otros edificios de entrada. El restaurante, situado encima de una formación rocosa, está organizado en diferentes niveles. El edificio, dividido en cuatro secciones, cada una con una función diferente, permite la vista sobre el parque nacional y el lago vecino. El centro de deporte utiliza el mismo concepto arquitectónico del restaurante. Se compone de tres pabellones, dispuestos en torno a un patio central de forma elíptica. Los edificios están dispuestos de forma que produzcan la mayor sombra posible tanto en el patio infantil como en las áreas recreativas interiores. El estilo arquitectónico de los edificios de entrada recuerda a los del restaurante y el centro de deporte. De esta manera, los diferentes complejos crean una arquitectura única y reconocible, tanto en el diseño común como en el uso de los materiales. Todos los edificios están revestidos en piedra natural local, con el doble intento de fortalecer el sentido de identidad local y el de ahorrar en el coste de construcción. Los muros así concebidos, aíslan mejor los ambientes interiores y regulan su temperatura. También en este proyecto, Kéré reproduce el diseño de los tejados en voladizo, ofreciendo sombra y creando un clima confortable en el interior de los edificios. El proyecto se acabó en 2010.

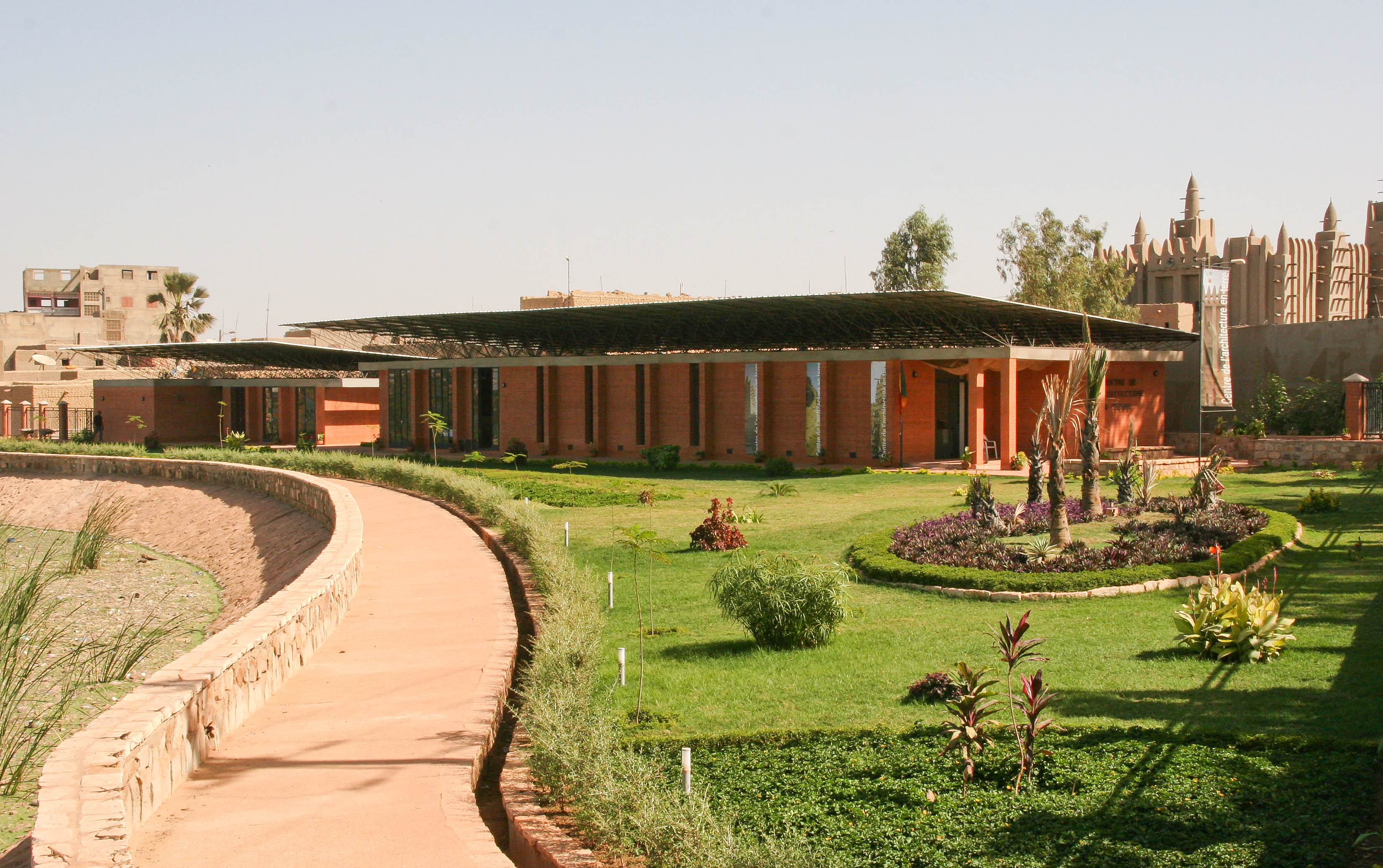
Centro para la arquitectura de tierra, Mopti.

### Mopti: Centro para la arquitectura de tierra
La construcción del Centro para la Arquitectura de Tierra completa una serie de iniciativas del Aga Khan Trust for Culture (AKTC) en Mopti, entre ellas la restauración de la mezquita y la construcción de un nuevo sistema de alcantarillado. El Centro ha sido pensado para ser mucho más que un espacio expositivo: el edificio es el producto de las mismas técnicas de construcción de las grandes mezquitas en Mopti, Timbuktu y Djenné. Eso demuestra cómo un material parte del patrimonio local puede ser utilizado en un contexto moderno. El centro se compone de una sola sala expositiva, un centro social, baños públicos y un restaurante, para responder a las exigencias del distrito Komoguel, de los visitantes y de la comunidad local. La estructura del edificio es simple y ha sido realizado de manera que no compromete la vista de la mezquita, resultando alineado a la misma. El centro para visitantes está dividido, según su programa, en tres edificios diferentes conectados por dos cubiertas. Todos los muros y las bóvedas del Centro están hechas de bloques de tierra comprimida y no están enlucidas ni pintadas. El tejado saliente mantiene los muros frescos y proyecta sombra al exterior. Además el edificio está ventilado gracias a las aperturas en los muros y las bóvedas. El emplazamiento fue rediseñado para hacer el lago accesible al público. El proyecto paisajístico comprende amplios espacios públicos y un paseo sobre las barreras de contención construidas para regular las crecidas del lago.

## Otros proyectos

### Gando: centro de asociación para mujeres
El proyecto del edificio comprende una aula, una sala para reuniones, una oficina, una cocina y baños. Así mismo, el centro tiene un depósito para los productos agrícolas y caseros. El grupo destinatario del proyecto es una comunidad de aproximadamente 300 mujeres del pueblo de Gando y de la zona circundante, en la provincia de Boulgou en Burkina Faso. El centro de asociación femenina tiene la finalidad de mejorar la calidad de vida de las mujeres de la zona de forma sostenible, ofreciendo una plataforma de mejora de su situación económica y educativa. El centro polifuncional será también utilizado como lugar de educación para adultos, encuentros y sesiones informativas.

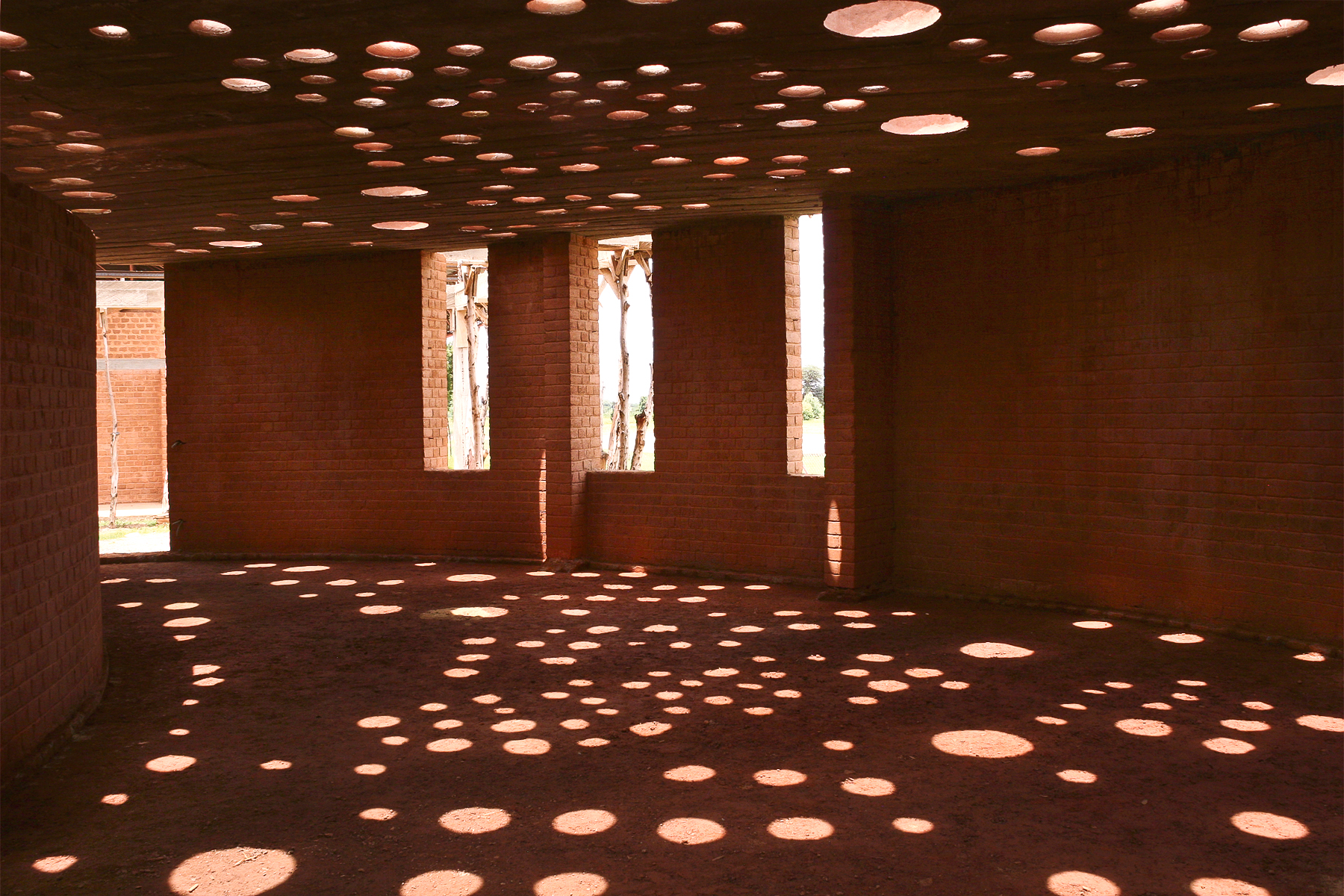
Interior de la biblioteca del colegio, Gando.

### Gando: biblioteca
El edificio de la biblioteca constituye un lugar de articulación entre el primer edificio educativo y su extensión. La particular forma elíptica lo diferencia de los otros edificios educativos. El techo de la biblioteca presenta una innovación característica, que utiliza la tecnología local. Vasos de terracota, hechos tradicionalmente por las mujeres del pueblo, han sido cortados in-situ y puestos en el techo de hormigón armado, con el fin de crear aperturas para la luz y la ventilación. Un tejado rectangular de chapa ondulada se extiende sobre el techo y más allá de la biblioteca, con el fin de crear una zona sombreada, completada por una fachada envolvente de finas columnas de eucalipto.

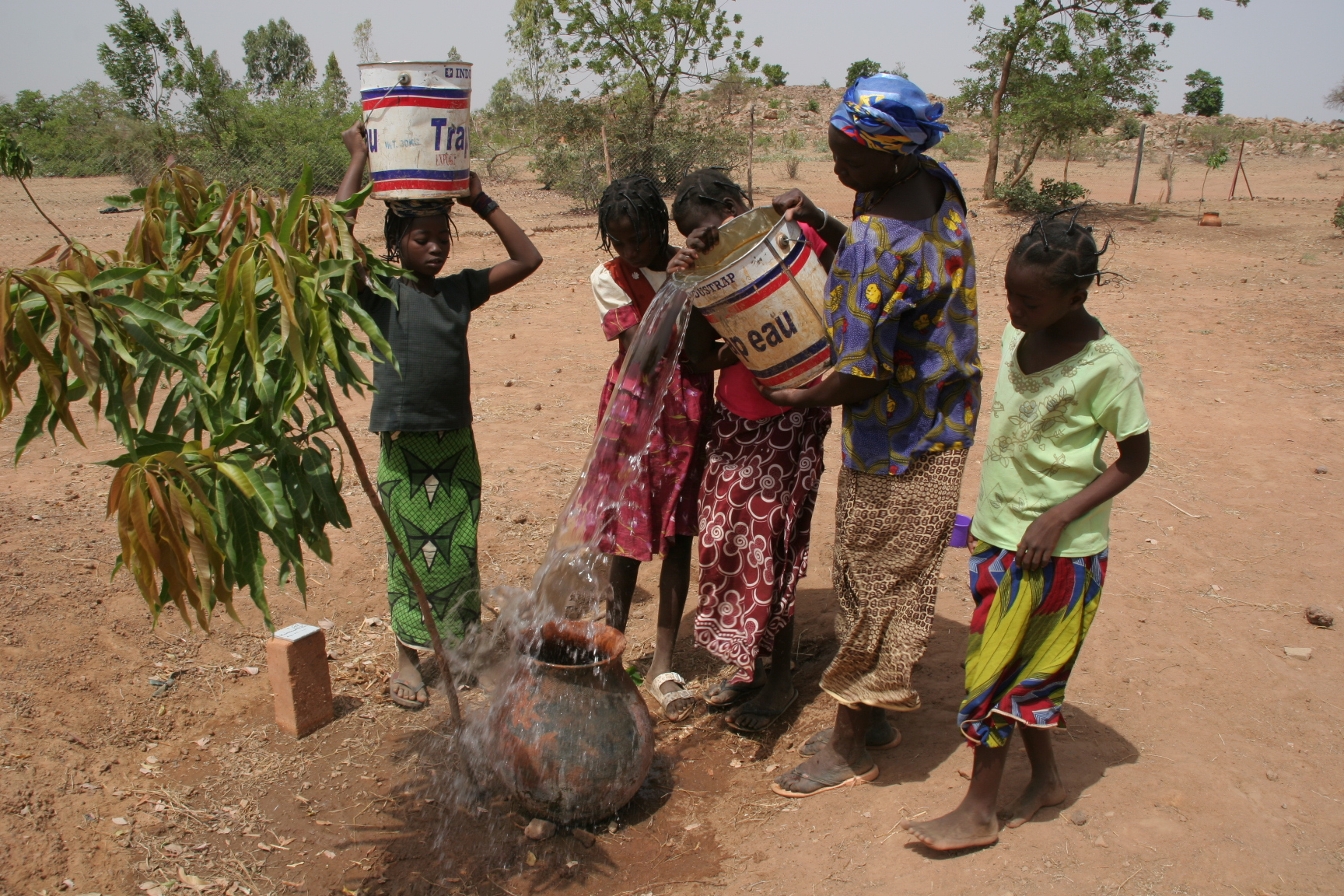
Proyecto "árboles del mango", Gando.

### Gando: proyecto "Árboles de mango"

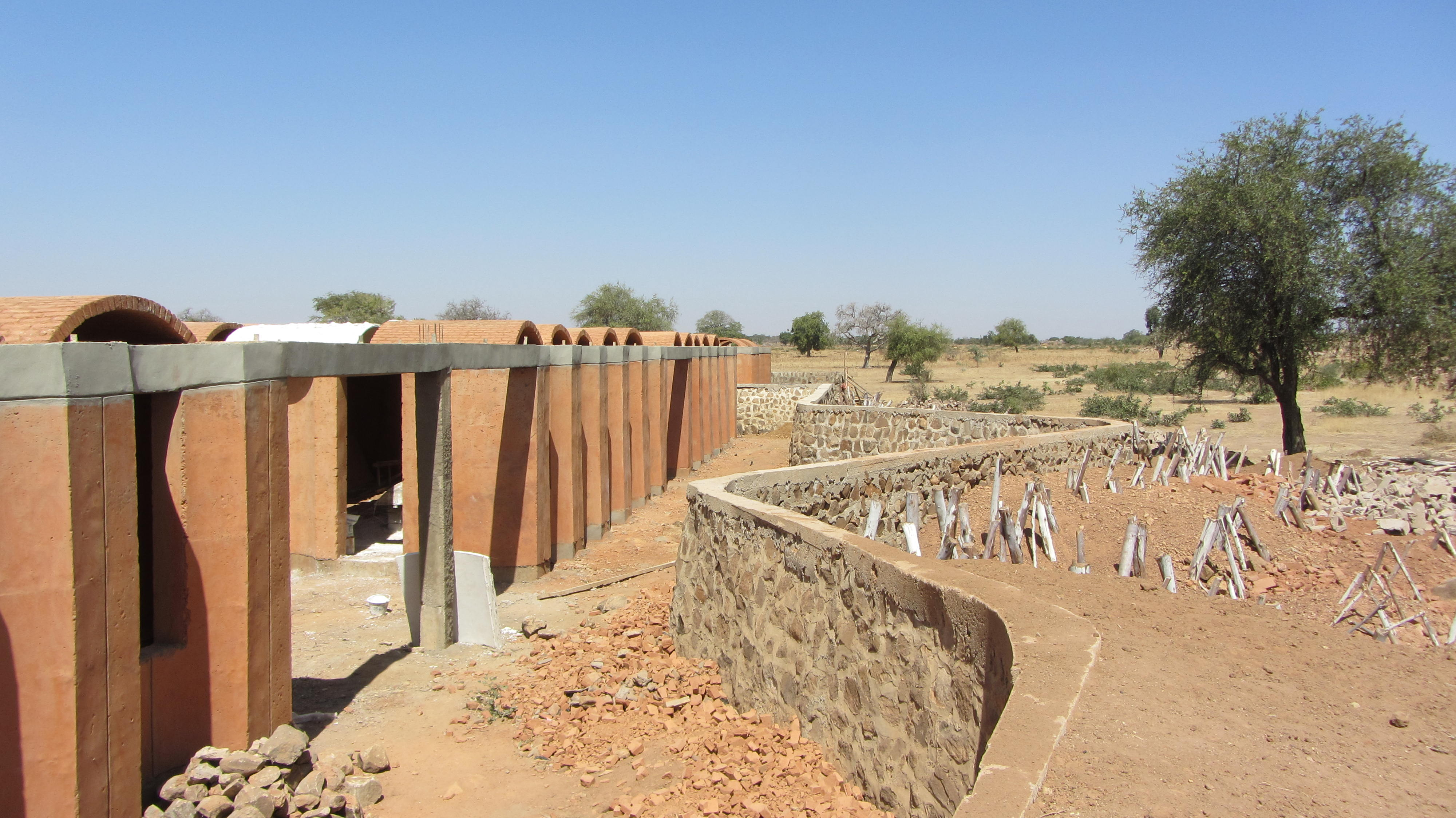
Escuela de educación secundaria, Gando. En construcción.

El sueño de Kéré no sólo era el de construir escuelas y proporcionar educación, sino también crear un oasis donde las necesidades de los habitantes del pueblo fueran satisfechas. Para hacer eso ha iniciado un proyecto de cultivo de árboles de mango. El proyecto quiere abordar uno de los problemas más importantes de la región. Las hambrunas son raras, pero la malnutrición está extendida en Gando y en la zona circundante. El alimento más importante es el “foufou”, que consiste en mijo machacado y hervido. Ese alimento contiene pocas vitaminas y a menudo mucha gente come solo una vez al día. El mango, en cambio, representa una importante fuente de nutrición, conteniendo vitaminas útiles para fortalecer el sistema inmunitario. Además, los árboles de mango representan una fuente vital de sombra, en una zona donde la temperatura puede llegar hasta los 45 °C. En un entorno tan caluroso, el espacio fresco bajo los árboles de mango se transforma en un lugar de encuentro importante para la comunidad, donde los chicos juegan, estudian y descansan. Otro objectivo del proyecto es el de enseñarle a los niños a ser responsables. Cada alumno recibe un árbol: de esta manera aprenden cómo plantarlos y cuidarlos. Estos conocimientos adquiridos serán después transmitidos a sus padres y a la próxima generación. Debido al rápido crecimiento demográfico y al uso predominante de la madera como fuente de carburante, Burkina Faso ha perdido el 60% de sus árboles en los últimos 15 años. Eso ha llevado a consecuencias perjudiciales para el medio ambiente. Los árboles abastecen de sombra, protegen el suelo de la erosión, paran el proceso de desertificación y regulan el régimen de las aguas subterráneas. Además los árboles contribuyen a la fertilidad del suelo y a la biodiversidad, proporcionando un hábitat para varias especies. Con el clima caluroso y seco y la seria falta de agua entre octubre y junio, muchas plantas y pequeños árboles no pueden sobrevivir. Además, muchos de ellos son destruidos por las termitas. Los pesticidas y los fertilizantes son demasiado caros y dañosos para el medio ambiente. Kéré ha desarrollado un concepto innovador: en la fase de preparación de plantación se cava un agujero, que se llena con viejos huesos y carne. Poco tiempo después, los huesos y la carne atraen a las hormigas, que colonizan el agujero y previenen contra las termitas. Eso permite a los árboles crecer sin la necesidad de insecticidas. Animales como gallos y gallinas son atraídos por la sombra de los árboles, y su abono sirve de fertilizante natural para los mismos, sin la necesidad de usar fertilizantes artificiales. En vez de regarlos dos veces al día, Kéré ha utilizado ese sistema: se colocan unas tinajas tradicionales de arcilla cerca de los árboles, con una especie de gotero en la vasija y orientado directamente hacia las raíces. Ese sistema permite que el agua caiga lentamente. Los vasos previenen la evaporación y necesitan ser llenados solamente una vez a la semana, dándole a los árboles un pequeño pero constante abastecimiento de agua. De esta manera, un método simple y eficaz puede tener un impacto positivo en la vida de los habitantes de Gando.

### Gando: escuela de educación secundaria
El nuevo complejo comprende 12 aulas, un edificio de entrada, una biblioteca, un edificio administrativo y campos deportivos, teniendo, aproximadamente, una capacidad para 1000 estudiantes. La construcción empezó en mayo de 2011; la inauguración está prevista para finales de 2013. A causa de las extremas condiciones meteorológicas de la región, el edificio ha sido concebido para integrar todos los espacios interiores de la escuela en una especie de “oasis”. El proyecto propone utilizar los recursos de manera sostenible, y garantizar una ventilación natural sin el uso de electricidad. Un sistema de colectores low-tech construidos en la tierra abastecen un sistema pasivo de refrigeración por evaporación. La rica vegetación a nivel de terreno filtra preventivamente el aire en la entrada que, canalizado a través los colectores enterrados, enfría las aulas a través de aperturas en el pavimento. El aire caliente en las clases asciende y escapa por las aberturas en el techo, y desemboca en el espacio entre el techo y la cubierta. El amplio tejado saliente en voladizo permite al aire circular libremente bajo el mismo, facilitando una rápida renovación de aire. Para evitar la excesiva aridez del terreno, los árboles plantados alrededor de los edificios son regados gracias a la recogida de agua pluvial. El diseño del colegio se inspira en las agrupaciones rurales tradicionales de Burkina Faso: las distintas partes del programa se incorporan en el paisaje rural, formando un patio protegido y resguardándose así del polvo y la arena arrastrados desde el este por el viento Harmattan. La estructura está en cambio abierta por su lado occidental, exponiendo a los edificios a la fresca brisa occidental. Gracias a su diseño innovador, el proyecto de la escuela secundaria ganó el premio Holcim Gold 2012. La escuela utiliza el mismo diseño empleado para la extensión de la escuela primaria, con un amplio tejado de chapa ondulada elevada por encima de un techo de bóvedas de tierra.

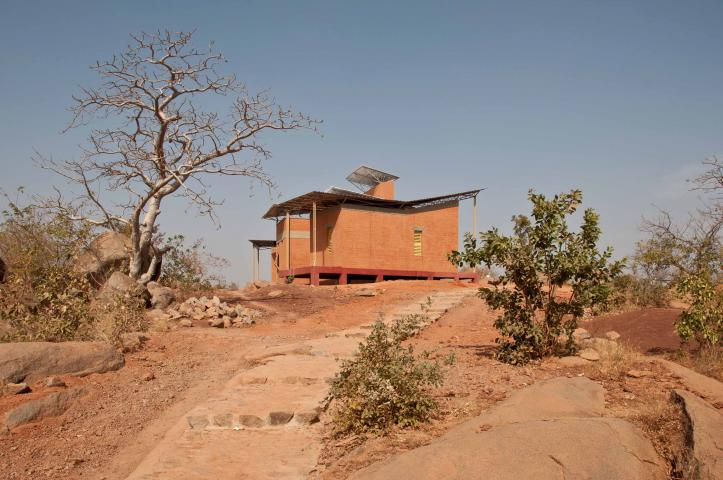
Uno de los módulos de alojamiento para docentes en el Opera Village.

### Laongo: Opera Village
El Opera House for Africa es un proyecto puesto en marcha por el artista Christoph Schlingensief. A pesar de su extrema pobreza, el fuerte sentido de orgullo nacional y la peculiaridad de ser uno de los más importantes centros de cine y teatro de África, hacen de Burkina Faso el lugar ideal para el proyecto de Schlingensief. El artista involucra a Kéré en el proyecto de la obra, el cual emplea para la construcción del complejo los mismos métodos ya experimentados en sus precedentes obras: integración de la población local, sostenibilidad y uso de materiales locales. El sitio elegido como posible lugar de construcción de la obra fue profundamente deteriorado por las serias inundaciones de agosto de 2009, motivo por el que Kéré modifica los proyectos iniciales, desarrollando prototipos de casas, integradas en el proyecto "Opera House", para ayudar a la población de Laongo a reconstruir sus viviendas. El emplazamiento del Opera Village, de 12 hectáreas de extensión, está situado en una pequeña meseta de Laongo, muy cerca de la capital Uagadugú, con vistas del paisaje de la zona del Sahel. En el proyecto están previstos un teatro, algunos laboratorios, un centro médico, módulos residenciales para el personal, un pozo y un colegio para 500 niños, incluyendo aulas de música y cine. En el centro del proyecto, queda emplazado el teatro. Originalmente el palco y la platea fueron diseñados y construidos para una obra de teatro en Alemania y no fueron utilizados. Ahora se encuentran en Burkina Faso y van a ser transformados para responder a las necesidades del “Opera Village”. Para el proyecto, Kéré modifica levemente su estructura: mantiene la estructura de soporte del palco y el escenario giratorio. Para los asientos y las paredes interiores serán utilizados tejidos de Burkina Faso. El teatro estará completamente cubierto por un recubrimiento de 15 metros de alto.

#### Centro de salud y promoción social
La construcción de un centro de salud dentro del ámbito del Opera Village responde a la voluntad de mejorar la asistencia sanitaria básica para la población local. El centro de salud, conocido con el nombre de "Centre de Santé et de Promotion Sociale" o "CSPS", tendrá las infraestructuras necesarias para poder facilitar la estancia por varios días, excepto para los casos graves. Un recorrido serpenteante conduce desde el Opera House hasta el centro de salud, con vistas sobre la sabana. El CSPS de Laongo está dividido en tres partes, dispuestas alrededor de una sala de espera central, con una sección de odontología, una sección de ginecología y obstetricia y una unidad de medicina general. Para dotar al centro de un ambiente agradable para la comunidad, los pacientes y las familias de éstos, han sido incluidos en el proyecto varios patios, con asientos a la sombra. Cada edificio tiene su propio patio interior. A partir de considerar que la vista del paciente desde la cama tiene que ser lo más agradable posible, las ventanas han sido concebidas como marcos. Cada marco permite descubrir una parte diferente del paisaje. Por eso han sido desarrollados tres diferentes módulos, de diferente dimensión: cada "ventana" ha sido individualmente insertada en la parte externa según los ángulos y la composición (con una mosquitera y una contraventana de vidrio o metal). Las ventanas en los muros de los patios han sido invertidas de modo que las aberturas permitan ver desde el exterior. Como en el Opera Village, la prioridad era utilizar materiales locales como la arcilla y la laterita. La mayoría de los muros están compuestos por una doble capa de ladrillos de tierra comprimida. Las amplias cubiertas típicas del diseño de Kéré hubieran podido ser una solución para la protección de los muros, pero hubiesen sido incompatibles con el diseño de los muros exteriores y fuera del presupuesto. La presencia de una capa exterior de ladrillos perforados en hormigón revestido de enlucido de arcilla, hace prescindible la presencia de una cubierta de voladizo de protección. Los trabajos del CSPS deberían acabarse en los últimos meses de 2013.

### Léo: centro médico
En 2012, Kéré Architecture empezó un nuevo proyecto para la realización de un centro médico en Léo, cerca de la frontera entre Burkina Faso y Ghana, aproximadamente 150 kilómetros al sur de la capital Uagadugú. El centro ha sido concebido para estar también al servicio de los pueblos del área circundante, ya que debido a la falta de personal y la falta de clínicas en el entorno, el hospital del distrito se encuentra sobresaturado de trabajo. El proyecto es administrado por la fundación benéfica alemana "Operieren in Afrika”. Debido al financiamento limitado se utilizan módulos prefabricados como base del proyecto. Como para la escuela de formación secundaria, los muros están construidos con bloques de tierra comprimida, y los tejados de chapa. Los módulos están dispuestos de modo que sus tejados se superpongan, con el fin de garantizar una mayor sombra y protección. En la fase final del proyecto, el espacio entre los módulos se convertirá en un espacio abierto de circulación, dotado de bancos y árboles.

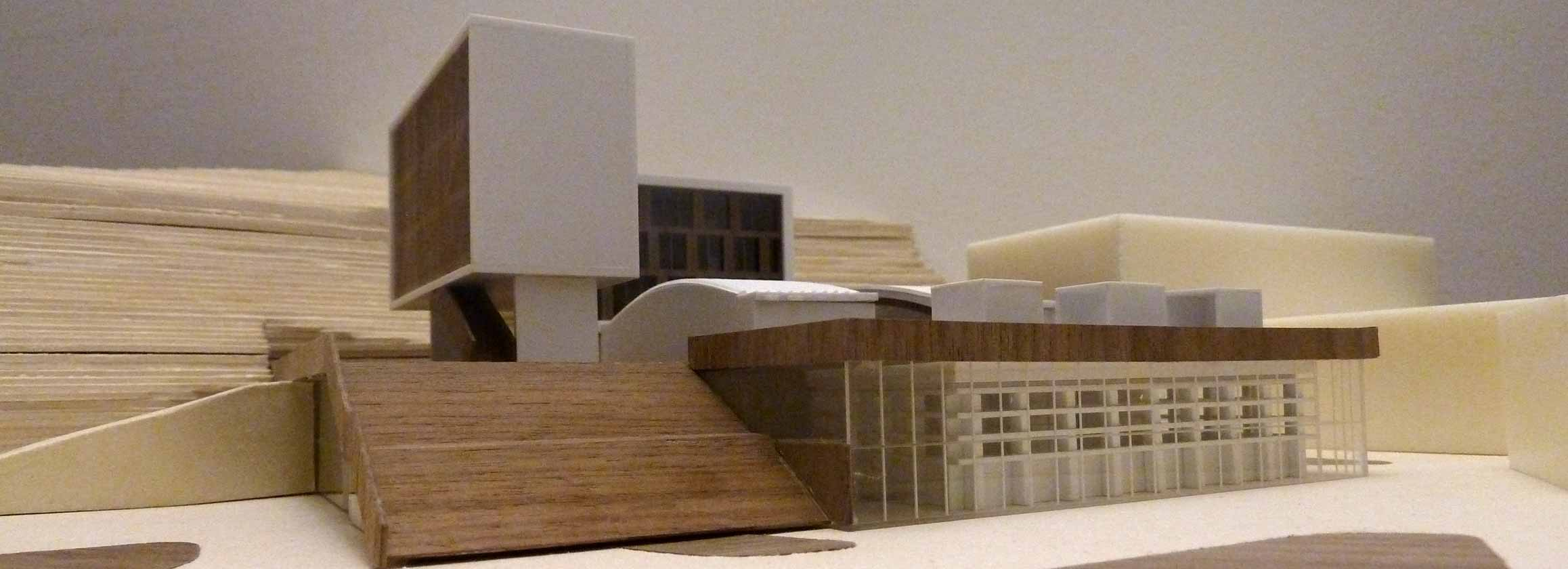
Proyecto Zhou Shan Harbour Development, China.

### Zhou Shan Harbour Development, China
El archipiélago de Zhoushan en la República Popular China es el emplazamiento de un proyecto experimental de reintegración urbana, dirigido por el arquitecto chino Wang Shu. Zhoushan es la capital china de la pesca y se encuentra en la entrada del delta del río Yangtsé; tiene una población de aproximadamente un millón de habitantes. La finalidad del proyecto, comenzado en 2009, es la de transformar el área de la dársena industrial, Putuo, en un distrito turístico y cultural. La dársena quedará operativa y la arquitectura mantendrá un diálogo entre modernidad, historia y la herencia del área. El emplazamiento está situado en una isla a casi 300 metros de tierra firme. La parcela de terreno elegido contiene una gran diversidad de edificios, malecones y almacenes. El paisaje del lugar es abigarrado: en la parte meridional hay una empinada vertiente montañosa, mientras el lado septentrional está atravesado por ríos. La montaña, el mar, la ciudad y los barcos forman un marco extraordinario como emplazamiento. Por la noche, la silueta de la ciudad está iluminada y el perfil de la montaña se refleja en el agua del mercado del pescado. Diébédo Francis Kéré ha diseñado para el área una galería de exposiciones, un centro de información, unos estudios artísticos y un cultural creativity garden. El proyecto ha sido diseñado en torno a una plataforma que se extiende a lo largo del emplazamiento hasta la montaña que delimita el lado oeste, sirviendo de espacio de transición entre el ambiente artificial que se ha creado con el desarrollo del distrito y el ambiente natural tras él. La plataforma, además, encauza el recorrido de una vieja carretera en un túnel, habilitando más espacio para nuevas construcciones. El edificio bajo la plataforma fue en el pasado una fábrica de hielo. Kéré Architecture utiliza la reserva de agua existente encima del edificio, transformándola en un jardín con plantas que crecen alrededor del agua. Los visitantes de las tres tea house chinas dentro del jardín se beneficiarán de la agradable calidad del aire y de la hermosa vista de la montaña y del emplazamiento. Dos nuevos edificios encima de la plataforma proporcionan el espacio necesario para la sala de exposición y la galería de arte. El primer edificio está situado al final de la plataforma, cerca de la montaña. El segundo, idéntico en forma y dimensión, está colocado en perpendicular al primero. El espacio de exposición puede funcionar indipendientemente o conjuntamente a los estudios artísticos. El conjunto, junto a los tres estanques de las tea house, delimita un patio abierto sobre la plataforma. Además, la sección de la cubierta de la vieja fábrica ha sido cortada en dos mitades, habilitando un paseo entre ellas. La luz solar puede penetrar hasta la planta baja. Interior y exterior están visualmente conectados, dado que cada edificio abre a una serie de vistas que invitan a los visitantes a cruzar los espacios y descubrir las diversidades del creativity garden. Una amplia rampa de escaleras al aire libre conduce a los visitantes hasta la parte superior de la plataforma, ofreciendo la agradable oportunidad de sentarse y relajarse durante el verano. Los materiales utilizados y el sistema de ventilación son simples y de baja tecnología. El hormigón ha sido utilizado como material de construcción básico gracias a su resistencia a la humedad. La estructura principal de la fábrica será restaurada. El mayor nivel de transparencia posible es obtenido gracias a elementos de vidrio presentes del pavimento hasta el techo. La luz del sol entra en las habitaciones, creando innumerables vistas del sitio entero. Las fachadas meridional y oriental están particularmente expuestas al sol durante el verano. Las capas de varas de bambú sirven de protección externa, caracterizadas por su natural irregularidad. Las fachadas septentrional y occidental orientadas hacia las montañas y la dársena se quedan libres. Paneles de madera se alternan con elementos de vidrio, haciendo encajar la necesidad de transparencia y de protección de la luz solar. Para prevenir el recalentamiento durante el verano, se hace pasar el aire en el espacio intersticial entre las capas de la fachada. La disposición abierta de los edificios sostiene ese método de ventilación.

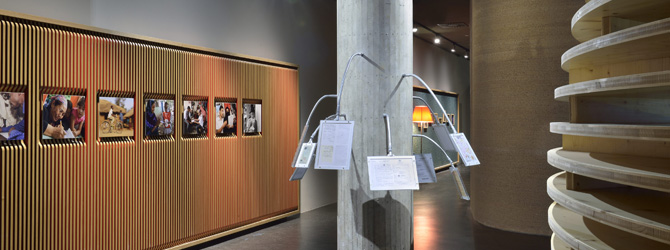
La exposición permanente en el Museo de la Cruz Roja y Media Luna Roja Internacional, Ginebra

### Museo de la Cruz Roja y Media Luna Roja Internacional, Ginebra
El nuevo espacio donde se muestra la exposición permanente en el Museo de la Cruz Roja y Media Luna Roja Internacional, abierto en 2012 y denominado "La aventura humanitaria", ha sido diseñado por tres arquitectos de renombre internacional y diferente formación cultural. Cada arquitecto ha trabajado sobre un tema: Gringo Cardia (Brasil) ha trabajado sobre el tema de la “defensa de la dignidad humana”, mientras que el tema de la “Reducción de los riesgos naturales” ha sido desarrollado por Shigeru Ban (Japón). El tema tratado por Francis Kéré (Burkina Faso) fue “Reconstruir los vínculos familiares”. El oscuro pasaje de entrada, delimitado por paredes de hormigón de cáñamo, anima al visitante a tener en cuenta las emociones pavorosas y asfixiantes de las tragedias familiares en un conflicto. Elemento central en esta parte de la exposición es una torre, también de hormigón de cáñamo, que representa una referencia arquitectónica a las tradicionales cabañas de las familias nucleares. La torre deja entrar poca luz y tiene un fondo de acero Corten con aspecto oxidado. Este espacio es un monumento a tragedias como la Masacre de Srebrenica. El “Árbol de los Mensajes”, con sus ramas de metal, es un recordatorio del frío contraste entre naturaleza y guerra. La conexión entre la naturaleza y la familia es un sub-tema importante en la parte de exhibición desarrollada por Francis Kéré. La “Sala de los Testigos” busca un contraste directo con la torre, centrando la atención en la transparencia y la esperanza en vez de en la oscuridad y la desesperación. Este espacio enfatiza el importante papel jugado por los testigos presenciales en la acción humanitaria. La utilización de materiales simples deja en claro la conexión fundamental entre la familia, las raíces y la naturaleza, y por consiguiente la gran importancia de la búsqueda de los desaparecidos.

## Premios
- 2004: Premio Aga Khan de Arquitectura por la Escuela de educación primaria, en Gando.[16]
- 2009: Global Award for Sustainable Architecture[17]
- 2010: BSI Swiss Architectural Award[18]
- 2011: Marcus Prize for Architecture[19]
- 2011: Regional Holcim Award Gold - Africa Middle East[20]
- 2012: Global Holcim Award[21]
- 2014: Premio de arquitectura Erich Schelling
- 2022: Premio Pritzker[22][23]

| Predecesor: Anne Lacaton y Jean-Philippe Vassal | Premio Pritzker de Arquitectura 2022 | Sucesor: David Chipperfield |

## Otros proyectos
Francis Kéré ha dictado conferencias, participado en congresos y aportado diseños conceptuales para proyectos en muchos países del mundo. Sus ideas han sido presentadas en el Museo Alemán de Arquitectura en Fráncfort y en la Expo de 2008 en Zaragoza. Además, ha proyectado unos prototipos de construcción escolar que se adaptan a las diferentes regiones climáticas de Yemen. Hasta mayo de 2013, fotos y maquetas de los proyectos de Kéré han estado expuestos en Burdeos, en el centro de arquitectura Arc en Rêve. Desde octubre de 2010 hasta enero de 2011 varias maquetas y fotos de proyectos han sido presentados en el MoMA de Nueva York, en una exposición titulada "Small Scale, Big Change: New Architectures of Social Engagement". En junio de 2010 Francis Kéré participó en el "Congreso Internacional de Arquitectura y Sociedad" en Pamplona, con el lema "Arquitectura: más por menos".

## Actividad académica
Francis Kéré ha trabajado como docente en su universidad de procedencia, en Berlín, enseñando cómo proyectar edificios écologicos y adecuados a su ambiente. En el verano de 2012 Kéré dictó conferencias en la Universidad de Wisconsin, en Milwaukee, y en el otoño de 2012 fue catedrático en la Graduate School of Design de la Universidad de Harvard. Desde 2013 es profesor invitado en la Academia de Arquitectura de Mendrisio, en Suiza.